# Ma vie de courgette
Ma vie de Courgette (prt: A Minha Vida de Courgette ; bra: Minha Vida de Abobrinha) é um filme de drama animado franco-suíço de 2016 dirigido por Claude Barras e escrito por Céline Sciamma. Foi selecionado como representante da Suíça ao Oscar de melhor filme estrangeiro em 2017, mas ficou de fora da disputa, permanecendo apenas entre os indicados ao Oscar de melhor filme de animação.  O filme também conquistou o prêmio da audiência e o prêmio Cristal no 40.º Festival de cinema de animação de Annecy.
Ma vie de Courgette estreou no Brasil em 16 de fevereiro de 2017 e em Portugal em 11 de maio de 2017.

## Sinopse
Ícaro, um rapaz de 9 anos com a estranha alcunha de Courgette é enviado para um orfanato depois da repentina morte da sua mãe. As dificuldades em integrar-se no novo ambiente acabam por ser ultrapassadas com a ajuda de Raymond, o polícia encarregado do seu caso, e dos seus novos amigos, Simon e Camile, com quem partilha os sentimentos negativos da situação mas também as brincadeiras e a esperança de encontrar uma nova família.

## Elenco
- Vozes originais: Gaspard Schlatter, Sixtine Murat, Paulin Jaccoud[4]
- Vozes portuguesas: Pedro Coelho, Sara Mestre, Henrique Melo, Francisco Monteiro, Francisco Magalhães, Carminho Coelho, Matilde Ferreira, Maria Henrique, Sofia Brito, Sara Brás, Alexandra Sedas, Pedro Carneiro, Pedro Cardoso[3]